# Qantir
|  |

Qantir es una importante zona arqueológica situada al nordeste del delta del Nilo, identificada por los arqueólogos como la antigua Ramesés bíblica. El sitio toma su nombre de una vecina aldea situada nueve kilómetros al norte de Faqus, en la provincia de Sharkia, unos treinta kilómetros al norte de Zaqaziq, la capital provincial.
Restos arqueológicos
Se realizaron una primera serie de excavaciones en 1929, bajo la dirección de Mahmoud Hamza, del servicio egipcio de las antigüedades. Desde 1984 se ha acometido una amplia excavación en Qantir bajo la dirección de Edgar B. Pusch, como parte de una misión conjunta Austríaco-Alemana a cargo del Pelizaeus-Museo de Hildesheim.
- La zona muestra indicios de asentamientos del Imperio Medio, del segundo periodo intermedio de Egipto y de la época ramésida, las dinastías XIX y XX.
- La Ramesés bíblica probablemente se encontraba en este lugar.

## Ramesés
La ciudad de Ramesés (hebreo: רַעְמְסֵס) es mencionada en la Biblia varias veces: 
- Génesis, Éxodo, Números.

Es sinónimo de Gosén, la tierra donde José y sus descendientes se asentaron. Ramesés era el lugar del que los israelitas partieron durante su éxodo de Egipto. Se propusieron varias ubicaciones posibles para la bíblica Ramesés, como Tanis y Qantir, ambas en la zona nordeste del Delta. Por las evidencias, los arqueólogos se inclinan por Qantir.